# ルパート (カンバーランド公)
ライン宮中伯、バイエルン公、初代カンバーランド公および初代ホルダネス伯ルパート（英: Prince Rupert, Count Palatine of the Rhine, Duke of Bavaria, 1st Duke of Cumberland, 1st Earl of Holderness, KG, PC, FRS, 1619年12月17日 - 1682年11月29日）は、イングランドの軍人。同国の王党派（騎士党）の中心的存在であり、清教徒革命（イングランド内戦）では国王軍の指揮官を務めた。

## 名前・称号
イギリスではプリンス・ルパート・オブ・ザ・ライン（Prince Rupert of the Rhine）、プリンス・ルパート・オブ・ザ・パラティニット（Prince Rupert of the Palatinate）と呼ばれる。単にプリンス・ルパートとも呼ばれる。「プリンス」の称号はプファルツ選帝侯の公子であったことによる。イングランドにおいてカンバーランド公およびホルダネス伯に叙され、後に海軍卿を務め海軍の指揮も執った。ドイツ名ではプリンツ・ループレヒト・フォン・デア・プファルツ（Prinz Ruprecht von der Pfalz）と呼ばれる。

## 出自
プファルツ選帝侯兼ボヘミア王フリードリヒ5世と妃エリザベス・ステュアート（イングランド王ジェームズ1世（スコットランド王ジェームズ6世）の娘）の三男で、兄はプファルツ選帝侯カール1世ルートヴィヒ。姉エリーザベトは哲学者で、ルネ・デカルトの愛弟子として知られる。
弟が3人おり、モーリッツは軍人としてルパートに同行したが、エドゥアルトとフィリップは母と不仲のため勘当された。妹も3人おり、ルイーゼ・ホランディーネは画家となり、ヘンリエッテ・マリーはハンガリー貴族と結婚したが早世した。末の妹ゾフィーはハノーファー選帝侯エルンスト・アウグストの妃で、この2人の息子であるハノーヴァー朝初代のイギリス王ジョージ1世はルパートの甥に当たる。
また、イングランド王チャールズ2世・ジェームズ2世兄弟は母方の従弟であり、この2人の甥であるイングランド王兼オランダ総督ウィリアム3世は父方では又従弟、母方では従甥に当たる。

## 生涯

### 大陸での幼少期
ルパート（ループレヒト）が生まれたのは、三十年戦争が始まって間もない1619年であった。この年、父フリードリヒ5世はボヘミアのプロテスタント貴族によってボヘミア王に選ばれ、ハプスブルク家の神聖ローマ皇帝フェルディナント2世に代わって王位に就いていた。ループレヒトが生まれたのも、ボヘミア王の宮廷があったプラハである。しかし、カトリック軍の反攻 (en) により父は翌1620年には王位を逐われ、本領のプファルツ選帝侯領も1622年に侵攻を受けて、幼いループレヒトら妻子と共に母（ループレヒトにとっては祖母）ルイーゼ・ユリアナの縁でオランダ共和国へ亡命した。

### 三十年戦争
オランダで育ったループレヒトは若くして軍人となり、大叔父に当たるオランダ総督フレデリック・ヘンドリックの下で八十年戦争（三十年戦争）に参陣、1637年にブレダでのブレダ包囲戦に加わる（第四次ブレタ包囲戦）。
1638年、母の母国であるイングランドへ渡る。父が三十年戦争の初戦でフェルディナンド2世らと争っていた時、ジェームズ1世（ループレヒトの外祖父）はオランダとの経済関係などで三十年戦争の参加に積極的でなかったものの、チャールズ1世の治世になり三十年戦争も状況を変えてきたため、援助が得られることになる。
そのため、兄カール・ルートヴィヒと母エリザベスが中心となり、皇帝軍に対しプファルツ領を奪回するフロートーの戦いを仕掛ける。ループレヒトとフレデリック・ヘンドリックも参加するが、ループレヒトはヴェストファーレンに侵攻した皇帝軍の捕虜となった。ただし、この捕虜生活は豊かな学びの場となり、またイングランド内戦で共に活躍することとなる愛犬「ボーイ」（Boye）とも出会うことになる。
3年後の1641年に解放された後、ループレヒトはイングランドへ渡った。

### イングランド内戦

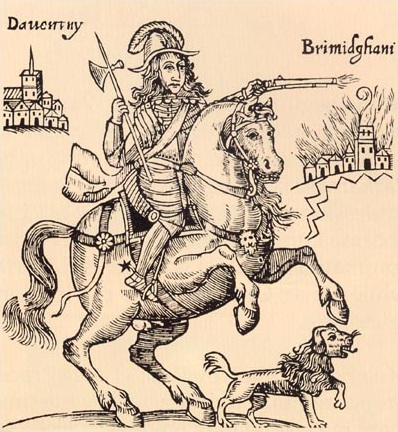
愛犬のプードル「ボーイ」を連れて戦うプリンス・ルパート

母エリザベスがチャールズ1世の姉であった縁で、1642年8月に第一次イングランド内戦が勃発した際には、ルパート（ループレヒト）は弟モーリス（モーリッツ）と共に叔父チャールズ1世に仕えた。ルパートはこの年、国王軍の騎兵隊の指揮を執るよう命じられると、緒戦の9月パウィック橋の戦いと10月エッジヒルの戦いでいち早く戦果を挙げて大きな信頼を得た。
パウィック橋の戦いにおいては、プロパガンダの広告塔として扱われるようになり、国王軍の若い兵士たちにとってはルパートは憧れの的となった。
エッジヒルの戦いも戦闘に不慣れな議会軍に対して国王軍の洗練さを見せる勝利となったが、ルパートの国王軍の中での軋轢が起こり始めた時期であった。司令官のリンジー伯爵ロバート・バーティーは歩兵の補佐として騎兵隊を運用しようとしたが、ルパートはスウェーデン方式の騎兵隊主流の攻撃を主張し、チャールズ1世が仲介に入り司令官をかつてルパートの家庭教師でもあったジャコボ（サー・ジェイコブ・アストレー）に替えるシーンがあった。
翌1643年には叔父に命じられイングランド西部の征服を担当、7月にブリストルを落とし（後にルパートが司令官となったときブリストルに要塞を作り現代のロイヤルフォートハウスのベースとなる）、8月にグロスターシャーの州都グロスターを包囲した。この時はロンドンからの援軍で包囲を解いて引き上げている。
1644年に王党派のダービー伯爵ジェームズ・スタンリーの要請に応じ、チェシャーから北上しランカシャーに進軍してボルトン・リヴァプールを陥落、西部を平定すると東進してヨークシャーへ進撃、州都ヨークを包囲していた議会派のトーマス・フェアファクス率いる軍勢を撤退させて、ヨーク防衛軍のニューカッスル侯ウィリアム・キャヴェンディッシュと合流、退却する議会軍と交戦した（7月マーストン・ムーアの戦い）。この戦いで王党軍は議会軍左翼のオリバー・クロムウェルの決死の奮戦で惨敗、ルパートはランカシャーへ撤退した。ルパートがクロムウェルを称賛して呼んだ「剛勇の人 (Old Ironsides)」は、後に転じて鉄騎隊の名称となった。
1644年にカンバーランド公・ホルダネス伯に叙され、勇猛さによって「気狂い騎士」（Mad Cavalier）の異名を取った。また、ルパートは時々大型のプードルである愛犬「ボーイ」を戦場に連れてくることでも評判になり、議会軍の兵たちはこの犬に神通力があると称して恐れたが、ボーイはマーストン・ムーアの戦いで死亡した。
11月、国王派の総司令官（general of the entire Royalist）となる。
1645年にオックスフォードから出撃したチャールズ1世と合流してレスターを落とし、オックスフォード包囲に向かったフェアファクス・クロムウェルらニューモデル軍をおびき出し交戦した（ネイズビーの戦い）。ルパートは議会軍左翼を撃破して指揮官ヘンリー・アイアトンを捕らえたが、追撃して戦場から離れてしまったため、残された王党軍はフェアファクスとクロムウェルの激しい攻撃に崩れ去り、壊滅した。ルパートは戦場から戻り体勢を立て直そうとしたが果たせず、ブリストルへ退却するもフェアファクスに包囲され降伏、捕虜となった。解放後は形勢不利を悟り、議会派との和睦を主張したが、徹底抗戦を貫くチャールズ1世から遠ざけられ、1646年にイングランドから大陸へ戻った。

### 亡命時代
1648年に議会派に幽閉されていたチャールズ1世が脱出して反抗を呼びかけると、一部のイングランド艦隊が反乱を起こしてオランダに寄港した。ルパートは先に大陸に亡命していた従弟（チャールズ1世の長男）のチャールズ王太子（後のチャールズ2世）と共にオランダの艦隊に乗り込み、イングランドへ出航した。この時、ワイト島にいるチャールズ1世の救出を主張したが、艦隊が小規模で実現不可能だったため、何も成果を挙げられずオランダへ引き返した。
翌1649年にチャールズ1世が処刑されイングランド共和国が成立すると、フランスでルイ14世に軍人として雇われたり、弟モーリッツと共にオランダから出撃してイングランド王党派の海軍の指揮や海賊活動を行ったり、ドイツで兄のカール1世ルートヴィヒといさかいを起こしつつヨーロッパ中を転々とするなどした。
当初はイングランド沿岸の共和国の船を襲って戦利品を王党派へ送り、共和国の海軍軍人ロバート・ブレイクと戦ったが、1650年にブレイクに敗れてからは地中海に潜伏して海賊活動を続け、アイルランドとイングランド周辺のジャージー島・マン島・シリー諸島やポルトガルのリスボンに寄港した。

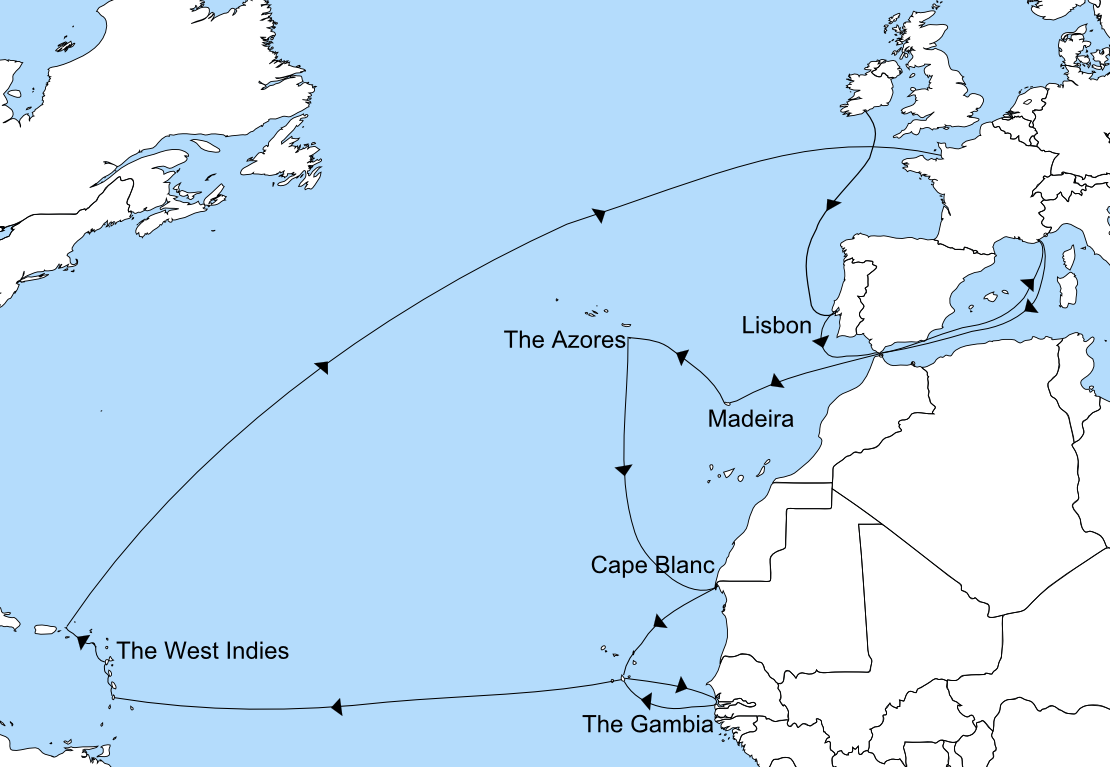
1650年から1653年にかけてのルパートの活動範囲。アフリカ・西インド諸島にまで及ぶ

イングランド海域と地中海がブレイクに制圧される中で、大西洋のアゾレス諸島と西インド諸島を拠点に活動範囲を広げ、1652年にアフリカのモーリタニアに立ち寄った。ところが、同年9月に一緒に海賊稼業を行っていたモーリッツが西インド諸島で嵐に遭い行方不明になった。ルパートも西インド諸島へ向かい、カリブ海のアンティル諸島に上陸したが、嵐で艦隊が難破してしまった。
ヨーロッパ帰還を余儀なくされたルパートは、わずか5隻で大陸へ戻り、1653年にフランスのパリに到着した。活動範囲の割に利益は少なかったため、以後海賊稼業は行っていない。また、1655年にドイツのプファルツへ立ち寄り、選帝侯となっていた兄カール1世に領土分割を要求したが断られたため、1657年にプファルツを去りヨーロッパを旅行した。

### 王政復古後
1660年、共和政が終わりチャールズ2世の王政復古がなると、ルパートはイングランドに戻り、枢密院の一員となった。騎兵を率いることはなくなったが、英蘭戦争においては海軍の指揮を執っている。
1665年から始まった第二次英蘭戦争では、チャールズ2世の弟で海軍卿のヨーク公ジェームズ（後のジェームズ2世）、サンドウィッチ伯爵エドワード・モンタギューと共にイングランド海軍を率いてオランダ海軍と対戦、ローストフトの海戦ではヨーク公・サンドウィッチと協議した上で単縦陣で相対し、敵より素早く反転したことで隊列の整わないオランダ艦隊を攻撃して大勝した。
翌1666年、ヨーク公に代わって海軍の指揮を執ったアルベマール公ジョージ・マンクと共同で海軍指揮を任され、6月の4日海戦では政府からの命令でフランス海軍の監視に向かったため主戦場への到着が遅れるという失態を演じたが、7月の聖ジェイムズ日の海戦はマンクと共同指揮を執りオランダ海軍に勝利した。ただし、この勝利は決定的でないため戦争は終わらず、翌1667年のオランダ海軍のイングランド奇襲（メドウェイ川襲撃）を経て、ブレダの和約で終戦に向かうことになる。
1672年、フランス王ルイ14世がオランダ侵略戦争を始めると、ドーヴァーの密約でルイ14世と同盟を結んでいたチャールズ2世もオランダへ宣戦布告、第三次英蘭戦争が勃発した。海軍はヨーク公の指揮にあったが、翌1673年にヨーク公がカトリックであったため辞任に追い込まれると、ルパートが海軍卿としてイングランド海軍を率いる立場となった。オランダ侵攻軍の上陸計画を遂行する役割を命じられていたが、侵攻軍の司令官フレデリック・ションベールと対立したり、味方のフランス海軍が消極的だったことが一因で、スホーネヴェルトの海戦、テセル島の海戦で連敗してオランダ侵略は不可能となった。戦後、海軍はイングランドに収容され、オランダ侵攻軍は解散、翌1674年にチャールズ2世はウェストミンスター条約を締結してオランダと和睦した。
以後は政治・軍事共に関わることはなく、科学と植民地事業に熱中した。1660年に王立協会の創立メンバーとして名を連ね、1668年にウィンザー城治安官に任命されると改築を行い狩猟とテニスに明け暮れ、後に科学実験も行った。また、フランス人探検家のピエール＝エスプリ・ラディッソンとメダール・デ・グロゼイエの北アメリカ（現在のカナダ）と北極海での探検を支援し、1670年、この地域におけるイングランドの権益を行使する国策会社ハドソン湾会社の初代総督に任命された。ハドソン湾会社はハドソン湾岸を含む広大な土地「ルパート・ランド」を所有し、この地域の独占交易権を1870年まで行使した。
1682年、ロンドンのウェストミンスターにて62歳で死去し、ウェストミンスター寺院のヘンリー7世礼拝堂へ埋葬された。嫡子はなく、カンバーランド公位は断絶した。愛人フランシス・バードが産んだ庶子ダドリー・バード（1666年 - 1686年）は夭折したが、別の愛人マーガレット・ヒューズとの間に生まれた庶子ルパータ・ヒューズ（1671年 - 1740年）は1695年にホイッグ党議員のエマニュエル・スクロープ・ハウと結婚した。

## 系譜
| ルパート | 父: フリードリヒ5世 (プファルツ選帝侯) | 祖父: フリードリヒ4世 (プファルツ選帝侯) | 曽祖父: ルートヴィヒ6世 (プファルツ選帝侯) |
| ルパート | 父: フリードリヒ5世 (プファルツ選帝侯) | 祖父: フリードリヒ4世 (プファルツ選帝侯) | 曽祖母: ヘッセン方伯女エリーザベト         |
| ルパート | 父: フリードリヒ5世 (プファルツ選帝侯) | 祖母: ルイーゼ・ユリアナ                 | 曽祖父: ウィレム1世 (オラニエ公)           |
| ルパート | 父: フリードリヒ5世 (プファルツ選帝侯) | 祖母: ルイーゼ・ユリアナ                 | 曽祖母: モンパンシエ公女シャルロット       |
| ルパート | 母: エリザベス                         | 祖父: ジェームズ1世 (イングランド王)     | 曽祖父: ヘンリー・ステュアート             |
| ルパート | 母: エリザベス                         | 祖父: ジェームズ1世 (イングランド王)     | 曽祖母: メアリー (スコットランド女王)      |
| ルパート | 母: エリザベス                         | 祖母: アン                               | 曽祖父: フレゼリク2世 (デンマーク王)       |
| ルパート | 母: エリザベス                         | 祖母: アン                               | 曽祖母: メクレンブルク公女ゾフィ―          |

## 系図
|                        |                        |                        |                        |                        |                        |  |  | フリードリヒ4世 プファルツ選帝侯      | フリードリヒ4世 プファルツ選帝侯      | フリードリヒ4世 プファルツ選帝侯      | フリードリヒ4世 プファルツ選帝侯      | フリードリヒ4世 プファルツ選帝侯      | フリードリヒ4世 プファルツ選帝侯      |  |  |                                  |                                  |                                  |                                  |                                  |                                  |  |  | カール1世ルートヴィヒ プファルツ選帝侯    | カール1世ルートヴィヒ プファルツ選帝侯 | カール1世ルートヴィヒ プファルツ選帝侯 | カール1世ルートヴィヒ プファルツ選帝侯 | カール1世ルートヴィヒ プファルツ選帝侯 | カール1世ルートヴィヒ プファルツ選帝侯 |  |  |                                |                              |                              |                              |                              |                              |  |  |
|                        |                        |                        |                        |                        |                        |  |  | フリードリヒ4世 プファルツ選帝侯      | フリードリヒ4世 プファルツ選帝侯      | フリードリヒ4世 プファルツ選帝侯      | フリードリヒ4世 プファルツ選帝侯      | フリードリヒ4世 プファルツ選帝侯      | フリードリヒ4世 プファルツ選帝侯      |  |  |                                  |                                  |                                  |                                  |                                  |                                  |  |  | カール1世ルートヴィヒ プファルツ選帝侯    | カール1世ルートヴィヒ プファルツ選帝侯 | カール1世ルートヴィヒ プファルツ選帝侯 | カール1世ルートヴィヒ プファルツ選帝侯 | カール1世ルートヴィヒ プファルツ選帝侯 | カール1世ルートヴィヒ プファルツ選帝侯 |  |  |                                |                              |                              |                              |                              |                              |  |  |
|                        |                        |                        |                        |                        |                        |  |  |                                       |                                       |                                       |                                       |                                       |                                       |  |  | フリードリヒ5世 プファルツ選帝侯 | フリードリヒ5世 プファルツ選帝侯 | フリードリヒ5世 プファルツ選帝侯 | フリードリヒ5世 プファルツ選帝侯 | フリードリヒ5世 プファルツ選帝侯 | フリードリヒ5世 プファルツ選帝侯 |  |  | ルパート                                  | ルパート                               | ルパート                               | ルパート                               | ルパート                               | ルパート                               |  |  |                                |                              |                              |                              |                              |                              |  |  |
|                        |                        |                        |                        |                        |                        |  |  |                                       |                                       |                                       |                                       |                                       |                                       |  |  | フリードリヒ5世 プファルツ選帝侯 | フリードリヒ5世 プファルツ選帝侯 | フリードリヒ5世 プファルツ選帝侯 | フリードリヒ5世 プファルツ選帝侯 | フリードリヒ5世 プファルツ選帝侯 | フリードリヒ5世 プファルツ選帝侯 |  |  | ルパート                                  | ルパート                               | ルパート                               | ルパート                               | ルパート                               | ルパート                               |  |  |                                |                              |                              |                              |                              |                              |  |  |
|                        |                        |                        |                        |                        |                        |  |  | ルイーゼ・ユリアナ                    | ルイーゼ・ユリアナ                    | ルイーゼ・ユリアナ                    | ルイーゼ・ユリアナ                    | ルイーゼ・ユリアナ                    | ルイーゼ・ユリアナ                    |  |  |                                  |                                  |                                  |                                  |                                  |                                  |  |  | エリーザベト                              | エリーザベト                           | エリーザベト                           | エリーザベト                           | エリーザベト                           | エリーザベト                           |  |  |                                |                              |                              |                              |                              |                              |  |  |
|                        |                        |                        |                        |                        |                        |  |  | ルイーゼ・ユリアナ                    | ルイーゼ・ユリアナ                    | ルイーゼ・ユリアナ                    | ルイーゼ・ユリアナ                    | ルイーゼ・ユリアナ                    | ルイーゼ・ユリアナ                    |  |  |                                  |                                  |                                  |                                  |                                  |                                  |  |  | エリーザベト                              | エリーザベト                           | エリーザベト                           | エリーザベト                           | エリーザベト                           | エリーザベト                           |  |  |                                |                              |                              |                              |                              |                              |  |  |
|                        |                        |                        |                        |                        |                        |  |  |                                       |                                       |                                       |                                       |                                       |                                       |  |  | エリザベス                       | エリザベス                       | エリザベス                       | エリザベス                       | エリザベス                       | エリザベス                       |  |  | モーリッツ                                | モーリッツ                             | モーリッツ                             | モーリッツ                             | モーリッツ                             | モーリッツ                             |  |  |                                |                              |                              |                              |                              |                              |  |  |
|                        |                        |                        |                        |                        |                        |  |  |                                       |                                       |                                       |                                       |                                       |                                       |  |  | エリザベス                       | エリザベス                       | エリザベス                       | エリザベス                       | エリザベス                       | エリザベス                       |  |  | モーリッツ                                | モーリッツ                             | モーリッツ                             | モーリッツ                             | モーリッツ                             | モーリッツ                             |  |  |                                |                              |                              |                              |                              |                              |  |  |
|                        |                        |                        |                        |                        |                        |  |  |                                       |                                       |                                       |                                       |                                       |                                       |  |  |                                  |                                  |                                  |                                  |                                  |                                  |  |  | ルイーゼ・ホランディーネ                  |                                        |                                        |                                        |                                        |                                        |  |  |                                |                              |                              |                              |                              |                              |  |  |
|                        |                        |                        |                        |                        |                        |  |  |                                       |                                       |                                       |                                       |                                       |                                       |  |  |                                  |                                  |                                  |                                  |                                  |                                  |  |  |                                           |                                        |                                        |                                        |                                        |                                        |  |  |                                |                              |                              |                              |                              |                              |  |  |
|                        |                        |                        |                        |                        |                        |  |  |                                       |                                       |                                       |                                       |                                       |                                       |  |  |                                  |                                  |                                  |                                  |                                  |                                  |  |  | エドゥアルト                              |                                        |                                        |                                        |                                        |                                        |  |  |                                |                              |                              |                              |                              |                              |  |  |
|                        |                        |                        |                        |                        |                        |  |  |                                       |                                       |                                       |                                       |                                       |                                       |  |  |                                  |                                  |                                  |                                  |                                  |                                  |  |  |                                           |                                        |                                        |                                        |                                        |                                        |  |  |                                |                              |                              |                              |                              |                              |  |  |
|                        |                        |                        |                        |                        |                        |  |  |                                       |                                       |                                       |                                       |                                       |                                       |  |  |                                  |                                  |                                  |                                  |                                  |                                  |  |  | ヘンリエッテ・マリー                      |                                        |                                        |                                        |                                        |                                        |  |  |                                |                              |                              |                              |                              |                              |  |  |
|                        |                        |                        |                        |                        |                        |  |  |                                       |                                       |                                       |                                       |                                       |                                       |  |  |                                  |                                  |                                  |                                  |                                  |                                  |  |  |                                           |                                        |                                        |                                        |                                        |                                        |  |  |                                |                              |                              |                              |                              |                              |  |  |
|                        |                        |                        |                        |                        |                        |  |  |                                       |                                       |                                       |                                       |                                       |                                       |  |  |                                  |                                  |                                  |                                  |                                  |                                  |  |  | フィリップ                                |                                        |                                        |                                        |                                        |                                        |  |  |                                |                              |                              |                              |                              |                              |  |  |
|                        |                        |                        |                        |                        |                        |  |  |                                       |                                       |                                       |                                       |                                       |                                       |  |  |                                  |                                  |                                  |                                  |                                  |                                  |  |  |                                           |                                        |                                        |                                        |                                        |                                        |  |  |                                |                              |                              |                              |                              |                              |  |  |
|                        |                        |                        |                        |                        |                        |  |  |                                       |                                       |                                       |                                       |                                       |                                       |  |  |                                  |                                  |                                  |                                  |                                  |                                  |  |  | ゾフィー                                  |                                        |                                        |                                        |                                        |                                        |  |  |                                |                              |                              |                              |                              |                              |  |  |
|                        |                        |                        |                        |                        |                        |  |  |                                       |                                       |                                       |                                       |                                       |                                       |  |  |                                  |                                  |                                  |                                  |                                  |                                  |  |  |                                           |                                        |                                        |                                        |                                        |                                        |  |  |                                |                              |                              |                              |                              |                              |  |  |
|                        |                        |                        |                        |                        |                        |  |  |                                       |                                       |                                       |                                       |                                       |                                       |  |  |                                  |                                  |                                  |                                  |                                  |                                  |  |  |                                           |                                        |                                        |                                        |                                        |                                        |  |  | ジョージ1世 グレートブリテン王 |                              |                              |                              |                              |                              |  |  |
|                        |                        |                        |                        |                        |                        |  |  |                                       |                                       |                                       |                                       |                                       |                                       |  |  |                                  |                                  |                                  |                                  |                                  |                                  |  |  |                                           |                                        |                                        |                                        |                                        |                                        |  |  |                                |                              |                              |                              |                              |                              |  |  |
|                        |                        |                        |                        |                        |                        |  |  |                                       |                                       |                                       |                                       |                                       |                                       |  |  |                                  |                                  |                                  |                                  |                                  |                                  |  |  | エルンスト・アウグスト ハノーファー選帝侯 |                                        |                                        |                                        |                                        |                                        |  |  |                                |                              |                              |                              |                              |                              |  |  |
|                        |                        |                        |                        |                        |                        |  |  |                                       |                                       |                                       |                                       |                                       |                                       |  |  |                                  |                                  |                                  |                                  |                                  |                                  |  |  |                                           |                                        |                                        |                                        |                                        |                                        |  |  |                                |                              |                              |                              |                              |                              |  |  |
|                        |                        |                        |                        |                        |                        |  |  | ジェームズ1世 イングランド王          | ジェームズ1世 イングランド王          | ジェームズ1世 イングランド王          | ジェームズ1世 イングランド王          | ジェームズ1世 イングランド王          | ジェームズ1世 イングランド王          |  |  | チャールズ1世 イングランド王     | チャールズ1世 イングランド王     | チャールズ1世 イングランド王     | チャールズ1世 イングランド王     | チャールズ1世 イングランド王     | チャールズ1世 イングランド王     |  |  | チャールズ2世 イングランド王              | チャールズ2世 イングランド王           | チャールズ2世 イングランド王           | チャールズ2世 イングランド王           | チャールズ2世 イングランド王           | チャールズ2世 イングランド王           |  |  |                                |                              |                              |                              |                              |                              |  |  |
|                        |                        |                        |                        |                        |                        |  |  | ジェームズ1世 イングランド王          | ジェームズ1世 イングランド王          | ジェームズ1世 イングランド王          | ジェームズ1世 イングランド王          | ジェームズ1世 イングランド王          | ジェームズ1世 イングランド王          |  |  | チャールズ1世 イングランド王     | チャールズ1世 イングランド王     | チャールズ1世 イングランド王     | チャールズ1世 イングランド王     | チャールズ1世 イングランド王     | チャールズ1世 イングランド王     |  |  | チャールズ2世 イングランド王              | チャールズ2世 イングランド王           | チャールズ2世 イングランド王           | チャールズ2世 イングランド王           | チャールズ2世 イングランド王           | チャールズ2世 イングランド王           |  |  |                                |                              |                              |                              |                              |                              |  |  |
|                        |                        |                        |                        |                        |                        |  |  |                                       |                                       |                                       |                                       |                                       |                                       |  |  |                                  |                                  |                                  |                                  |                                  |                                  |  |  | メアリー・ヘンリエッタ                    |                                        |                                        |                                        |                                        |                                        |  |  |                                |                              |                              |                              |                              |                              |  |  |
|                        |                        |                        |                        |                        |                        |  |  |                                       |                                       |                                       |                                       |                                       |                                       |  |  |                                  |                                  |                                  |                                  |                                  |                                  |  |  |                                           |                                        |                                        |                                        |                                        |                                        |  |  |                                |                              |                              |                              |                              |                              |  |  |
| ウィレム1世 オラニエ公 | ウィレム1世 オラニエ公 | ウィレム1世 オラニエ公 | ウィレム1世 オラニエ公 | ウィレム1世 オラニエ公 | ウィレム1世 オラニエ公 |  |  | マウリッツ オラニエ公                 | マウリッツ オラニエ公                 | マウリッツ オラニエ公                 | マウリッツ オラニエ公                 | マウリッツ オラニエ公                 | マウリッツ オラニエ公                 |  |  |                                  |                                  |                                  |                                  |                                  |                                  |  |  |                                           |                                        |                                        |                                        |                                        |                                        |  |  | ウィリアム3世 イングランド王   | ウィリアム3世 イングランド王 | ウィリアム3世 イングランド王 | ウィリアム3世 イングランド王 | ウィリアム3世 イングランド王 | ウィリアム3世 イングランド王 |  |  |
| ウィレム1世 オラニエ公 | ウィレム1世 オラニエ公 | ウィレム1世 オラニエ公 | ウィレム1世 オラニエ公 | ウィレム1世 オラニエ公 | ウィレム1世 オラニエ公 |  |  | マウリッツ オラニエ公                 | マウリッツ オラニエ公                 | マウリッツ オラニエ公                 | マウリッツ オラニエ公                 | マウリッツ オラニエ公                 | マウリッツ オラニエ公                 |  |  |                                  |                                  |                                  |                                  |                                  |                                  |  |  |                                           |                                        |                                        |                                        |                                        |                                        |  |  | ウィリアム3世 イングランド王   | ウィリアム3世 イングランド王 | ウィリアム3世 イングランド王 | ウィリアム3世 イングランド王 | ウィリアム3世 イングランド王 | ウィリアム3世 イングランド王 |  |  |
|                        |                        |                        |                        |                        |                        |  |  | フレデリック・ヘンドリック オラニエ公 | フレデリック・ヘンドリック オラニエ公 | フレデリック・ヘンドリック オラニエ公 | フレデリック・ヘンドリック オラニエ公 | フレデリック・ヘンドリック オラニエ公 | フレデリック・ヘンドリック オラニエ公 |  |  |                                  |                                  |                                  |                                  |                                  |                                  |  |  | ウィレム2世 オラニエ公                    | ウィレム2世 オラニエ公                 | ウィレム2世 オラニエ公                 | ウィレム2世 オラニエ公                 | ウィレム2世 オラニエ公                 | ウィレム2世 オラニエ公                 |  |  |                                |                              |                              |                              |                              |                              |  |  |
|                        |                        |                        |                        |                        |                        |  |  | フレデリック・ヘンドリック オラニエ公 | フレデリック・ヘンドリック オラニエ公 | フレデリック・ヘンドリック オラニエ公 | フレデリック・ヘンドリック オラニエ公 | フレデリック・ヘンドリック オラニエ公 | フレデリック・ヘンドリック オラニエ公 |  |  |                                  |                                  |                                  |                                  |                                  |                                  |  |  | ウィレム2世 オラニエ公                    | ウィレム2世 オラニエ公                 | ウィレム2世 オラニエ公                 | ウィレム2世 オラニエ公                 | ウィレム2世 オラニエ公                 | ウィレム2世 オラニエ公                 |  |  |                                |                              |                              |                              |                              |                              |  |  |
|                        |                        |                        |                        |                        |                        |  |  |                                       |                                       |                                       |                                       |                                       |                                       |  |  |                                  |                                  |                                  |                                  |                                  |                                  |  |  | ジェームズ2世 イングランド王              | ジェームズ2世 イングランド王           | ジェームズ2世 イングランド王           | ジェームズ2世 イングランド王           | ジェームズ2世 イングランド王           | ジェームズ2世 イングランド王           |  |  | メアリー2世 イングランド女王   | メアリー2世 イングランド女王 | メアリー2世 イングランド女王 | メアリー2世 イングランド女王 | メアリー2世 イングランド女王 | メアリー2世 イングランド女王 |  |  |
|                        |                        |                        |                        |                        |                        |  |  |                                       |                                       |                                       |                                       |                                       |                                       |  |  |                                  |                                  |                                  |                                  |                                  |                                  |  |  | ジェームズ2世 イングランド王              | ジェームズ2世 イングランド王           | ジェームズ2世 イングランド王           | ジェームズ2世 イングランド王           | ジェームズ2世 イングランド王           | ジェームズ2世 イングランド王           |  |  | メアリー2世 イングランド女王   | メアリー2世 イングランド女王 | メアリー2世 イングランド女王 | メアリー2世 イングランド女王 | メアリー2世 イングランド女王 | メアリー2世 イングランド女王 |  |  |
|                        |                        |                        |                        |                        |                        |  |  |                                       |                                       |                                       |                                       |                                       |                                       |  |  |                                  |                                  |                                  |                                  |                                  |                                  |  |  |                                           |                                        |                                        |                                        |                                        |                                        |  |  | アン グレートブリテン女王      |                              |                              |                              |                              |                              |  |  |
|                        |                        |                        |                        |                        |                        |  |  |                                       |                                       |                                       |                                       |                                       |                                       |  |  |                                  |                                  |                                  |                                  |                                  |                                  |  |  |                                           |                                        |                                        |                                        |                                        |                                        |  |  |                                |                              |                              |                              |                              |                              |  |  |